# The Foreman's Treachery (film 1913)
The Foreman's Treachery è un cortometraggio muto del 1913 diretto da Charles Brabin.

## Trama
Un caposquadra uccide il proprietario di una miniera ma il delitto ha un testimone, lo scemo del villaggio.

## Produzione
Il film fu prodotto dalla Edison Manufacturing Company.

## Distribuzione
Distribuito dalla General Film Company, il film - un cortometraggio in due bobine - uscì nelle sale cinematografiche statunitensi il 17 ottobre 1913. Nel gennaio 1914, venne distribuito nel Regno Unito.